# Un drame au casino
Pour plus de détails, voir Fiche technique et Distribution.
Un drame au casino (titre original : The Casino Murder Case) est un film américain en noir et blanc réalisé par Edwin L. Marin, sorti en 1935.
Il s’agit du septième des quinze films (1929 à 1947) qui adaptent au cinéma un roman de la série policière créée par S. S. Van Dine, avec le personnage du détective Philo Vance.

## Synopsis
Une série de meurtres est commise dans le manoir d'une dame excentrique, Priscilla Llewellyn. Le détective Philo Vance va enquêter.

## Fiche technique
- Titre français : Un drame au casino
- Titre original : The Casino Murder Case
- Réalisation : Edwin L. Marin
- Scénario : Florence Ryerson, Edgar Allan Woolf, d'après un roman de S.S. Van Dine (1934)
- Musique : Dimitri Tiomkin
- Photographie : Charles Clarke
- Montage : Conrad A. Nervig
- Directeur artistique : Cedric Gibbons
- Son : Douglas Shearer
- Producteur : Lucien Hubbard
- Société de production et distribution : Metro-Goldwyn-Mayer (MGM)
- Pays de production :  États-Unis
- Langue originale : anglais américain
- Format : noir et blanc — 35 mm — 1,37:1 — son : mono (Western Electric Sound System)
- Genre : Film policier, thriller, mystère
- Durée : 82 min
- Dates de sortie : 
  - États-Unis : 15 mars 1935
  - France : 13 août 1937

## Distribution
- Paul Lukas : Philo Vance
- Alison Skipworth : Mme Priscilla Llewellyn
- Donald Cook : Lynn Llewellyn
- Rosalind Russell : Doris Reed
- Arthur Byron : Richard Kinkaid
- Ted Healy : sergent Ernest Heath
- Eric Blore : Currie, le maître d'hôtel
- Isabel Jewell : Amelia Llewellyn
- Louise Fazenda : Becky, l'employée de maison
- Purnell B. Pratt : John Markham, le procureur de la République
- Leslie Fenton : Dr Allen Kane
- Louise Henry (en) : Virginia Llewellyn
- Leo Carroll : Smith, le maître d'hôtel
- Charles Sellon : Dr Doremus, le légiste